# 天心獨明流
天心獨明流とは、根来重明を開祖とする武術の流派である。一刀新流とも書かれる。

## 歴史
根来重明は、伊藤典膳忠也から一刀流を学び、天心獨明流を開いた。兄の伊藤平右衛門忠雄は、一刀流（伊藤派一刀流）を継承した。真妙流柔術をあわせ教授した。

## 内容
藤巻
藤巻、龍王、腰身突
表
先心、晴眼、腰身、轉化、片捨
任流、切留、拉、佛之躰、股首
逢源、相捨、両抜、三巻、朊
敵應、二留、竜尾返、突、治
七曜剣
心剣、晴眼之身外、実剣、二目、拂、片拂、相上段
小太刀
獨落、切落、請留、朊、打廻
水月、流、拂、別、陰拂
浮木、大六天、手之中、晴眼之懐、片上段
刃引
真妙剣、打下、摺分、打込、陰剣
村雲、脇突、左足、両上段、拂
天剣、乳摺、退剣、両陰、突
地剣、摺込、胴拂、巻摺、捨剣
十七組
沉刀、休刀、横見刀、詰込刀、馳刀、開刀、淀刀、抜身刀、一足刀、反身刀、膝付刀、片手刀、地拂刀、切通之大事、廣小路之大事、風渦、水渦
外之物
無量刀、乱飛刀、風上、風下、坂之上、坂之下、戸入戸抜、續打、畳打、綾手繰込、無手刀、無足剣、霞刀、直至刀、左右刀、河原之痓鷺、野中之一本杭、獅子牙噛、三段崖渡、僜伏、闇剣、詰掛之位取
中極意
一波玉簾（真簾刀）、五更和乱剣、拂捨刀
免許 奥儀 大極意
八柄七段切、入身之大事、空浪、十方三段十人詰、卍一心、慈々婆々、夢想剣、一心無當剣